# Little Marlow
Pour les articles homonymes, voir Marlow (homonymie).
Little Marlow est un village et paroisse civile du Buckinghamshire, Angleterre. Le village est situé sur la rive nord de la Tamise à moins de 2 km de Marlow. La population est de 130 habitants.

## Anecdote
Le village a servi de décor à plusieurs reprises pour différents épisodes de la série policière britannique Inspecteur Barnaby (Midsomer Murders)